# Рита-надоеда
«Рита-надоеда» (итал. Rita la zanzara, англ. Rita the Mosquito) — музыкальный комедийный фильм 1966 года, снятый итальянским режиссёром Линой Вертмюллер (вышел под сценическим псевдонимом Джордж Х. Браун).

## Сюжет
Рита Павоне является довольно непослушной ученицей лицея. Профессор музыки Паоло Ранди — учитель, в которого она безответно влюблена. Наблюдая за ним (из-за его постоянной сонливости), она обнаруживает, что у этого человека двойная жизнь: днем он преподает классическую музыку, а по ночам исполняет музыку йе-йе. После различных неприятностей Рите удается заменить Лиду, певицу-партнера в ночной жизни профессора, и привести к успеху песню, написанную Паоло.

## В ролях
- Рита Павоне — Рита
- Джанкарло Джаннини — профессор Паоло Ранди
- Пеппино де Филиппо — Кармело
- Нино Таранто — директор
- Тури Ферро — Сицилийский профессор
- Биче Валори — Луиджина
- Лаура Эфрикян — Лили
- Таня Лоперт — Лида
- Витторио Конгия — Чиччо
- Паоло Панелли — Пеппино
- Джино Брамиери — пьяница
- Милена Вукотич — преподаватель танцев
- Уго Фангареджи — Вольфганг
- Сильвия Дионисио — Коллеттина